# Drapeau du Turkménistan
Vous lisez un « bon article » labellisé en 2023.
Le drapeau du Turkménistan est le drapeau national de la république du Turkménistan. Une première version est adoptée le 19 février 1992, quelques mois après l'indépendance du pays. Il est légèrement modifié en 1997 par l'ajout, en bas de la bande verticale, de deux rameaux d'oliviers et son format est modifié en 2001. Le drapeau est à fond vert, rappel à l'islam et aux drapeaux des peuples turcs. Il est frappé d'une bande rouge verticale sur laquelle sont figurés cinq médaillons de tapis, correspondant aux cinq principales tribus du pays, et des branches d'olivier symboles de neutralité. Cinq étoiles et un croissant de lune blancs, symboles islamiques, représentent également l'espoir en un avenir radieux. Le drapeau turkmène est une construction du gouvernement du premier président Saparmyrat Nyýazow visant à l'établissement d'une unité nationale et d'une identité turkmène que la soviétisation n'avait pas permis.

## Histoire
À la suite de la révolution d'Octobre de 1917 et l'établissement de l'Union soviétique, la région turkmène autonome, créée en 1921, devient en 1924 la république socialiste soviétique du Turkménistan. Elle reçoit son propre drapeau, emblème national, hymne et constitution, ainsi que des institutions, mais elle n'est pas pour autant un État souverain. Concomitamment à la soviétisation, le gouvernement soviétique tente de favoriser une conscience nationale dans une population divisée politiquement et culturellement.

Drapeau de la RSST (1953-1991) et du Turkménistan entre 1991 et 1992.

Le processus est encore largement incomplet lorsqu'après son accession au pouvoir, Saparmyrat Nyýazow met en œuvre une politique culturelle, fondée sur une « renaissance » des valeurs traditionnelles, et un culte de sa personnalité — son nom officiel devient Türkmenbaşy — visant à l'établissement d'une unité nationale et d'une identité turkmène. Ceci passe entre autres par la création d'un nouveau drapeau. Selon le discours officiel, un concours réunissant les artistes de premier plan aurait été organisé. Le drapeau est adopté en même temps qu'un emblème le 19 février 1992, jour anniversaire de Türkmenbaşy, qui devient le 
Jour du drapeau national (en). Dans le cadre d'un renommage complet des mois de l'année à des fins idéologiques, le mois de février est renommé en baydak, drapeau. Un motif est ajouté à la bande rouge près de la hampe en 1997 et, en 2001, les proportions du drapeau sont modifiées.

## Description
Le champ du drapeau actuel du Turkménistan est vert. Il est frappé d'une bande rouge verticale le long du mât. Elle porte des médaillons géométriques de tapis au-dessus de deux rameaux d'olivier croisés, ajoutés en 1997,. En haut du drapeau, à côté de la bande rouge, figurent un croissant de lune montante blanc et cinq étoiles, blanches également. Il est le seul drapeau national moderne à figurer des motifs de tapis. Le 24 janvier 2001, une loi modifie le rapport largeur/longueur qui passe de 1:2 à 2:3. Si la loi sur le drapeau de 1992 est particulièrement précise sur les proportions des figures du drapeau, la loi de 2001 amendée le 16 mars 2023 ne spécifie que le rapport largeur/longueur.

Drapeau du Turkménistan entre 1992 et 1997.
Drapeau du Turkménistan entre 1997 et 2001.
Drapeau du Turkménistan depuis 2001.

Des décrets présidentiels datés du 14 février et du 3 mars 2000 spécifient des normes pour le tissu des drapeaux d’État, les couleurs et la fabrication ainsi que les dimensions des différents éléments constitutifs,. Les couleurs sont modifiées par un décret daté du 2 septembre 2017.
| Normes de 2000 | Normes de 2000 | Normes de 2017 | Normes de 2017 |
| Couleur        | Pantone        | Couleur        | Pantone        |
| -------------- | -------------- | -------------- | -------------- |
| Vert île       | 16-6240 TR     | Vert           | 348 C          |
| Poinsettia     | 17-1654 TR     | Rouge          | 1795 C         |
| Citron         | 14-0955 TR     | Jaune          | 123 C          |
| Fantôme        | 19-4205 TR     | Noir           | Black C        |

## Symbologie

### Champ du drapeau

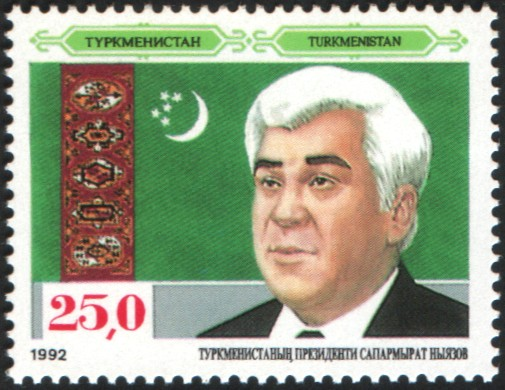
Timbre de 1992 figurant le portrait de Saparmyrat Nyýazow devant le drapeau turkmène.

D'après la documentation officielle, le blanc représente la lumière et la bonté et la couleur verte se réfère aux mentions des drapeaux des peuples turciques depuis l'époque des campagnes d'Alexandre le Grand en Asie centrale. Le rouge et le vert seraient également des couleurs populaires dans les miniatures turques des VIe et XIIe siècles.
Les symboles de la lune et du soleil, sous forme d'étoile, sont rapprochés de faits historiques et culturels anciens. Ils servent à légitimer l'autorité de l'État,. Le soleil aurait été utilisé sur les drapeaux des anciens Turkmènes. La lune est figurée sur plusieurs vestiges archéologiques du site de l'âge du bronze d'Altyn-depe, notamment sur une tête de taureau, et témoigne possiblement de l'existence d'une déité lunaire à forme de taureau. Par la suite, le soleil et la lune ont intégré le zoroastrisme. Ils personnifient alors respectivement le jour et la nuit, la lumière et l'obscurité, les concepts de gauche et de droite. Enfin, ils sont apparus sur des pièces de monnaie parthes et le croissant de lune est un symbole dynastique turkmène. Mais les étoiles et le croissant de lune ainsi que la couleur verte sont aussi des symboles islamiques. Pour autant, les activités religieuses sont sévèrement contrôlées et surveillées, de même que les groupes d'opposition islamiques. À l'inverse du drapeau de nombreux pays musulmans, le croissant de lune est montant afin de symboliser, combiné avec les étoiles, l'espoir en un avenir radieux,.
D'après la documentation officielle, le symbolisme des étoiles combine à la fois des idées traditionnelles et modernes. Leur nombre équivaut aux cinq conditions fondamentales à la vie sur Terre : lumière, son, odeur, toucher, sens des proportions. Chaque bras d'une étoile représente également un état de la matière : solide, liquide, gaz, cristal et plasma.

#### Références au tribalisme

Tekké.
Yomut.
Saryk.
Chowdur.
Ersari.

#### Référence au principe de neutralité

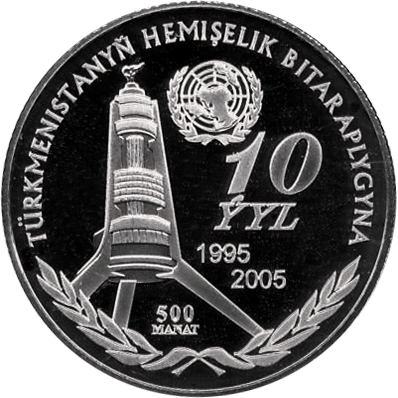
Monnaie turkmène figurant l'Arche de la Neutralité.

## Réglementation de l'usage

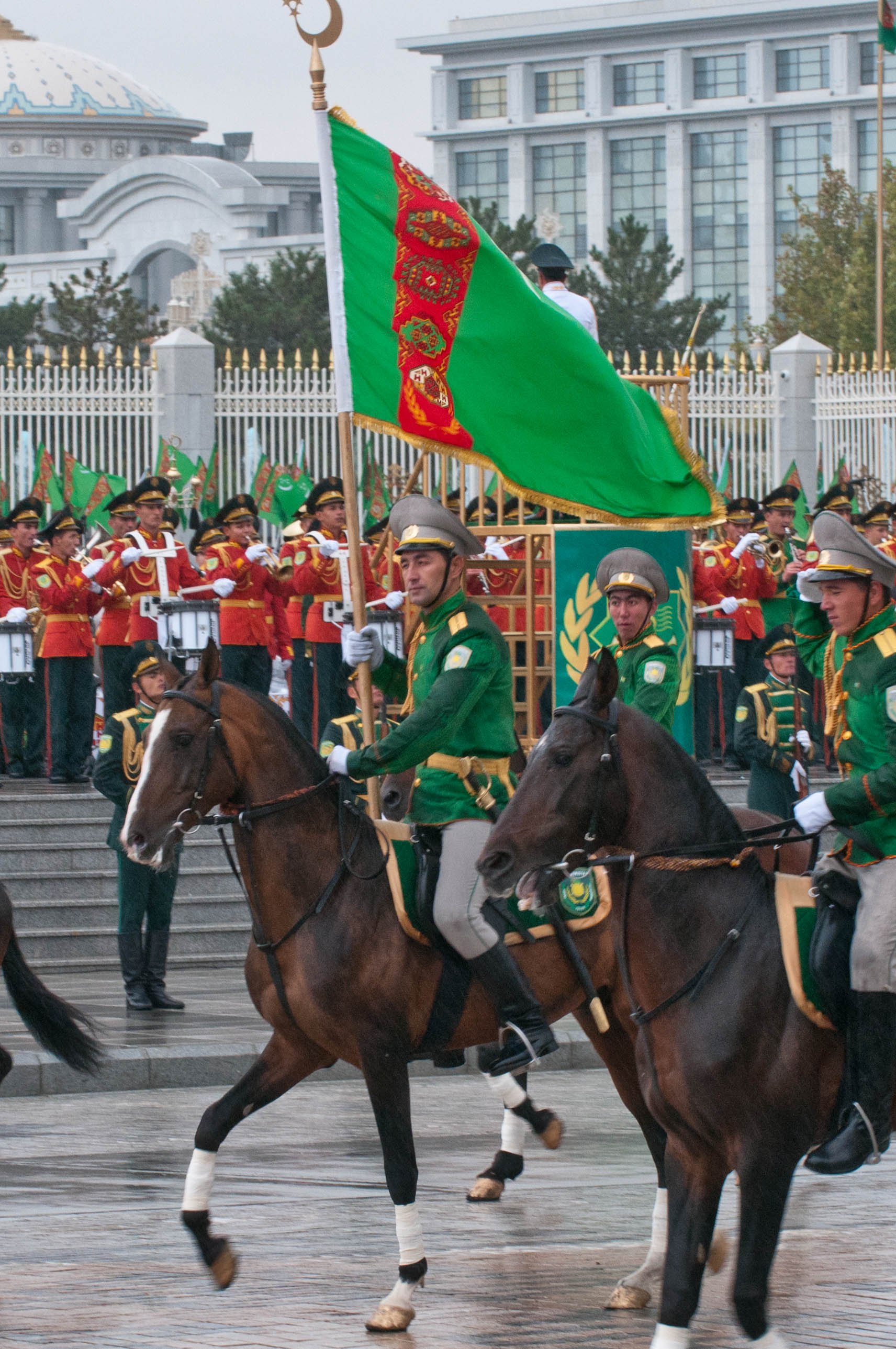
Parade du Jour de l'Indépendance, 27 octobre 2011.

### Bande rouge